# Leucophanes renauldii
Leucophanes renauldii là một loài rêu trong họ Calymperaceae. Loài này được Cardot mô tả khoa học đầu tiên năm 1904.